# Canine minute virus
Canine minute virus es un tipo de virus de la familia Parvoviridae que infecta a los perros. Es muy parecido al Bovine parvovirus en la estructura de sus proteínas y en el ADN. Un virus que produce enfermedades respiratorias en humanos ha recibido el nombre de human bocavirus debido a la similitud con los otros dos virus (bovine canine virus). Sin embargo, este nombre aún no está aceptado por el ICTV. El Canine minute virus fue descubierto originalmente en Alemania en 1967 en perros del ejército, aunque se pensó al principio que no era la causa de la enfermedad. Los perros y sus cachorros se infectan por vía oral, y los virus pueden transmitirse a través de la placenta a los fetos. Los síntomas aparecen entre la primera y la tercera semana, e incluyen diarrea severa, dificultades respiratorias y anorexia. En algunos casos su curso es fatal.
En infecciones experimentales el virus se transmite a través de la placenta cuando la madre se infecta entre los días 25 y 30 de gestación y puede dar lugar a un aborto. Cuando es infectada entre los días 30 y 35 days, los cachorros pueden nacer con miocarditis y anasarca. Se encontraron lesiones Patológicas en pulmones e intestino delgado fetal.